# 夢唄
『夢唄』（ゆめうた）は、シンガーソングライターのさだまさしが1997年11月21日に発表したソロ23枚目のオリジナル・アルバムである。

## 解説
1. 夢街道
途方もない困難と可能性の向こう側にある「夢」へとつながる道のようにまっすぐな人の心の状況を示唆していると共に、人生への応援歌でもある作品。
2. 君は穏やかに春を語れ
淡く物寂しい「夢の途中における破綻」である"失恋"について、男性の視点から考察している作品。
3. 夢一色 (ゆめひといろ)
TXN系12時間超ワイドドラマ『家康が最も恐れた男 真田幸村』テーマ曲。
夢に対して「信念」や「一途」であるべきであるということを諭している。
4. 教室のドン・キホーテ
さだが尊敬する恩師をモデルとした作品。彼が「教師」として関わっている様々な問題に対して、自分は蟷螂の斧であるかもしれないと思いながらも、一所懸命に立ち向かう様子を表した作品。
5. 煌めいて
さだが尊敬する日本初の冬季オリンピックメダリスト、猪谷千春にささげられた作品。
当時は長野オリンピック前年で、日本勢に対しても期待が高まっていた時期でもあった。
そこで日本人に「夢」や「希望」を与えてくれる選手たちに対して、彼の偉業を見習って貰いたいという願いと、ベストを尽くして貰いたいといった願いが込められていた。
「Birthday」のカップリング曲。
6. 幸せブギ
バブルが崩壊し、価値観すらも顧みられなくなった現代に生きる人々に対してのささやかな応援歌。
7. Dream〜愛を忘れない〜
1998年に開催された長野オリンピック冬季競技大会公式メッセージソング。
さだは「オリンピックは日本だけではなく世界中の『夢』が飛び交うから、楽しく美しいものである。」と後のコンサート内で語っている。
8. やすらぎ橋
長野県内に実在する橋と風景をモデルに、人が人を信じ、人によって幸せになる「心」の働きを表した作品。
「夢一色」のカップリング曲。
TXN系ドラマシリーズ『魚心あれば嫁心』テーマ曲。
9. 若葉は限りなく生まれつづけて
人が「愛」に触れることで「心」に起こる変化や戸惑い、そして平安について語った作品。
後にチキンガーリックステーキがカヴァー。
10. ゆ・ら・ぎ
人がこの世に存在する上で必ず発生する「心の揺らぎ」について率直に表した作品。
11. 夢唄
「夢」と自らを取り巻く環境、そしてその「夢」に対する態度について、一所懸命に頑張ることの意義と励ましを謳った作品。
12. 流星雨
さだが幼少期に遭遇した「カニ座流星群」をモデルにした作品。
大切な人と再び思い出を作った星降る夜に出逢いたいと願う男性の心理を表した作品。

- 全曲とも作詩[1]・作曲：さだまさし

## 収録曲
| 全作詞・作曲: さだまさし。 |                                            |            |            |                      |      |
| #                          | タイトル                                   | 作詞       | 作曲・編曲 | 編曲                 | 時間 |
| 1.                         | 「夢街道」                                 | さだまさし | さだまさし | 倉田信雄             | 5:02 |
| 2.                         | 「君は穏やかに春を語れ」(弦編曲: 渡辺俊幸) | さだまさし | さだまさし | 石川鷹彦             | 4:29 |
| 3.                         | 「夢一色 (ゆめひといろ)」                  | さだまさし | さだまさし | 倉田信雄             | 3:17 |
| 4.                         | 「教室のドン・キホーテ」                   | さだまさし | さだまさし | 石川鷹彦             | 4:29 |
| 5.                         | 「煌めいて」                               | さだまさし | さだまさし | 渡辺俊幸             | 3:43 |
| 6.                         | 「幸せブギ」                               | さだまさし | さだまさし | 倉田信雄             | 4:40 |
| 7.                         | 「Dream〜愛を忘れない〜」                  | さだまさし | さだまさし | 渡辺俊幸             | 4:07 |
| 8.                         | 「やすらぎ橋」                             | さだまさし | さだまさし | 石川鷹彦、さだまさし | 4:31 |
| 9.                         | 「若葉は限りなく生まれつづけて」           | さだまさし | さだまさし | 吉田弥生             | 4:45 |
| 10.                        | 「ゆ・ら・ぎ」                             | さだまさし | さだまさし | 石川鷹彦             | 5:32 |
| 11.                        | 「夢唄」(弦編曲: 渡辺俊幸)                 | さだまさし | さだまさし | 石川鷹彦             | 5:15 |
| 12.                        | 「流星雨」                                 | さだまさし | さだまさし | 渡辺俊幸             | 5:59 |
| 合計時間:                  | 合計時間:                                  | 合計時間:  | 55:49      |                      |      |

## 主な参加ミュージシャン
- ギター：石川鷹彦
- ピアノ：倉田信雄
- パーカッション・マリンバ：宅間久善

他多数